# Sichuan-Ahorn
Der Sichuan-Ahorn (Acer sutchuenense) ist eine Pflanzenart aus der Gattung der Ahorne (Acer) in der Familie der Seifenbaumgewächse (Sapindaceae). Das natürliche Verbreitungsgebiet liegt in der zentralen Volksrepublik China.

## Beschreibung

### Vegetative Merkmale
Der Sichuan-Ahorn wächst als sommergrüner, großer Strauch oder kleiner Baum und erreicht Wuchshöhen von 8 bis 12 Metern. Die graue Borke ist glatt. Junge Zweige besitzen eine purpur-braune Rinde, später ist sie hellgrau-braun und kahl mit einer Vielzahl Lentizellen. Die eiförmigen Winterknospen besitzen vier oder sechs Paare dachziegelartig überlappende, glänzend braune, bewimperte Knospenschuppen.
Die gegenständig an den Zweigen angeordneten Laubblätter sind in Blattstiel und Blattspreite gegliedert. Der 3 bis 8 Zentimeter lange Blattstiel ist in der Nähe der Aufgliederung in die Stiele der Einzelblättchen dicht fein behaart. Die Blattspreite ist dreiteilig. Die pergamentartigen Einzelblättchen sind bei einer Länge von selten 5 bis meist 8 bis 15 Zentimetern sowie einer Breite von 2 bis 6 Zentimetern elliptisch-länglich bis länglich-lanzettlich und zugespitzt. Die Einzelblättchen sind auf der Unterseite blaugrün und kahl, am Mittelnerv spärlich flaumig behaart und haben Haarbüschel an den Verzweigungen der acht bis zehn Blattadern. Der verkahlende Stiel des Endblättchens ist 1,5 bis 2 Zentimeter lang und die verkahlenden Stiele der beiden Seitenblättchen sind 5 bis 8 Millimeter lang, sie besitzen eine schräg gerundete Basis und gezähnte Ränder mit entfernt stehenden Zähnen.

### Generative Merkmale
Der Sichuan-Ahorn ist androdiözisch, manchmal andromonözisch. An beblätterten, selten blattlosen Zweigen steht auf einem 8 bis 16 Millimeter langen Blütenstandsschaft der kahle, schirmtraubig-traubige Blütenstand, der acht bis zwölf Blüten enthält. Der schlanke, kahle Blütenstiel ist 8 bis 12 Millimeter lang.
Die funktional männlichen und zwittrigen Blüten sind radiärsymmetrisch und meist fünf-, selten sechszählig mit doppelter Blütenhülle. Die männlichen Blüten besitzen meist fünf, selten sechs bei einer Länge von etwa 6 Millimetern eiförmige oder lanzettliche Kelchblätter, meist fünf, selten sechs bei einer Länge von etwa 6 Millimetern verkehrt-eiförmige Kronblätter und 10 bis 16 Staubblätter, die fast doppelt solang sind wie die Kronblätter mit kahlen Staubfäden; der extrastaminale Diskus ist kahl und der rudimentäre, kleine Fruchtknoten ist fein behaart. Zu den zwittrigen Blüten liegen in der Flora of China keine Informationen vor.
In einem kurzen, kahlen, purpurfarbenen bis bräunlichen traubigen Fruchtstand stehen die Spaltfrüchte zusammen. Die zwei geflügelten Nussfrüchte (Samara) sind samt Flügel 2 bis 5,5 Zentimeter lang und etwa 7 Millimeter breit. Die 6 bis 7 Millimeter langen Nüsse sind stark nach innen gewölbt und die Flügel stehen fast aufrecht ab.
Die Blütezeit reicht von April bis Mai und die Früchte reifen im September.

## Vorkommen und Gefährdung
Das Verbreitungsgebiet von Acer sutchuenense liegt in den chinesischen Provinzen westliches Hubei, nordwestliches Hunan und Sichuan. Der Sichuan-Ahorn gedeiht in China in Höhenlagen von 1000 bis 2500 Metern in Mischwäldern. Der Sichuan-Ahorn wächst auf frischen bis feuchten, sauren bis neutralen, sandig-humosen bis lehmig-humosen Böden und ist frosthart bis USDA-Klimazone 5.
Der seltene Sichuan-Ahorn ist nach der Flora of China 2008 „Vulnerable“ = „gefährdet“ und nach IUCN 2008 „Endangered“ = „stark gefährdet“ (EN A2c). Sie kommt in kleinen, fragmentierten Fundorten im zentralen China vor, von denen einige in Schutzgebieten liegen.

## Systematik
Die Erstbeschreibung erfolgte 1894 durch Adrien René Franchet im Journal de Botanique, 8, S. 294. Synonyme für Acer sutchuenense Franch. sind: Acer emeiense T.Z.Hsu, Acer sutchuenense subsp. tienchuanense (W.P.Fang & T.P.Soong) W.P.Fang, Acer tienchuanense W.P.Fang & T.P.Soong.
Die Art Acer sutchuenense gehört zur Serie Emeiensia aus der Sektion Trifoliata in der Gattung Acer.

## Nachweise